# جيمس إيويل براون ستيوارت
جيمس إيويل براون ستيوارت (بالإنجليزية: James Ewell Brown «J.E.B.» Stuart )‏ (و. 1833 – 1864 م) هو سياسي، وضابط أمريكي، ويحمل رتبة عسكرية لواء، توفي في ريتشموند، عن عمر يناهز 31 عاماً، بسبب إصابة بعيار ناري.

## التعليم
تعلم في الأكاديمية العسكرية الأمريكية.

## الخدمة العسكرية
خدم في جيش الولايات الكونفدرالية، والقوات البرية للولايات المتحدة، وسلاح الفرسان.

## روابط خارجية
- جيمس إيويل براون ستيوارت على موقع الموسوعة البريطانية (الإنجليزية)
- جيمس إيويل براون ستيوارت على موقع إن إن دي بي (الإنجليزية)